# 7435 Sagamihara
7435 Sagamihara è un asteroide della fascia principale. Scoperto nel 1994, presenta un'orbita caratterizzata da un semiasse maggiore pari a 2,2808120 UA e da un'eccentricità di 0,1063142, inclinata di 3,79035° rispetto all'eclittica.